# Artziniega
Artziniega (Spanish: Arceniega) là một đô thị trong tỉnh Álava, thuộc Xứ Basque, phía bắc Tây Ban Nha.
Đô thị này nằm cách thủ phủ Victoria 55 km. Diện tích là 27,45 km² với dân số là 1.702 người (INE 2007), mật độ dân số là 62 người/km². Mã số bưu chính là 01474.